# Galeodes atriceps
Galeodes atriceps är en spindeldjursart som beskrevs av Roewer 1934. Galeodes atriceps ingår i släktet Galeodes och familjen Galeodidae. Inga underarter finns listade i Catalogue of Life.